# Maackia floribunda
Maackia floribunda är en ärtväxtart som först beskrevs av Friedrich Anton Wilhelm Miquel, och fick sitt nu gällande namn av Hisayoshi Takeda. Maackia floribunda ingår i släktet Maackia och familjen ärtväxter. Inga underarter finns listade i Catalogue of Life.